# ديفيد نيكولز (لاعب كرة قدم)
ديفيد نيكولز (بالإنجليزية: David Nicholls)‏ هو لاعب كرة قدم بريطاني في مركز الوسط، ولد في 5 أبريل 1972 في بلزهيل ‏ في المملكة المتحدة. لعب مع دونفرملين أثلتيك ونادي ستيرلينغشير الشرقية ونادي فالكيرك ونادي كورك سيتي ونادي كوليرين ونادي هيبرنيان وهاميلتون أكاديميكال.

## وصلات خارجية
- ديفيد نيكولز (لاعب كرة قدم) على موقع قاعدة بيانات كرة القدم.إي يو (الإنجليزية)
- ديفيد نيكولز (لاعب كرة قدم) على موقع Soccerbase.com (لاعب) (الإنجليزية)